# Lasioglossum titusi
Lasioglossum titusi là một loài Hymenoptera trong họ Halictidae. Loài này được Crawford mô tả khoa học năm 1902.